# Lee Morgan, Volume 2: Sextet
Lee Morgan, Volume 2: Sextet è un album di Lee Morgan, pubblicato dalla Blue Note Records nel maggio del 1957. I brani dell'album furono registrati il 2 dicembre 1956 al Van Gelder Studio di Hackensack, New Jersey (Stati Uniti).

## Tracce
Lato A
1. Whisper Not – 7:22 (Benny Golson)
2. Latin Hangover – 6:46 (Benny Golson, Owen Marshall)
3. His Sister – 6:35 (Benny Golson, Owen Marshall)

Lato B
1. Slightly Hep – 6:29 (Benny Golson, Owen Marshall)
2. Where Am I? – 5:51 (Benny Golson, Owen Marshall)
3. D's Fink – 7:42 (Benny Golson, Owen Marshall)

## Musicisti
- Lee Morgan - tromba
- Hank Mobley - sassofono tenore
- Kenny Rodgers - sassofono alto
- Horace Silver - pianoforte
- Paul Chambers - contrabbasso
- Charlie Persip - batteria
- Benny Golson - arrangiamenti
- Owen Marshall - arrangiamenti